# Grande Prêmio de Abu Dhabi de 2019
Grande Prêmio de Abu Dhabi de 2019 (formalmente denominado 2019 Formula 1 Etihad Airways Abu Dhabi Grand Prix) foi a vigésima primeira e última etapa da temporada de 2019 da Fórmula 1. Foi disputada em 1 de dezembro de 2019 no Circuito de Yas Marina, Abu Dhabi, Emirados Árabes Unidos.

## Relatório

### Treino Classificatório

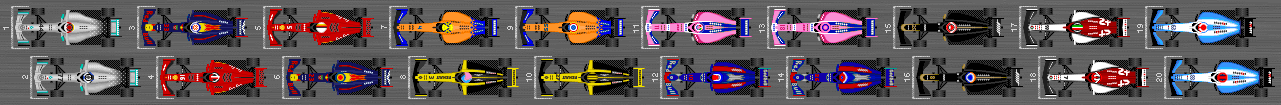
Grid de Largada

Q1
Q2
Q3

## Pneus
| Nome do composto | Cor | Banda de rolamento | Condições de Tempo | Dry Type                           | Aderência | Longevidade |
| ---------------- | --- | ------------------ | ------------------ | ---------------------------------- | --------- | ----------- |
| Supermacio (C5)  |     | Slick (P Zero)     | Seco               | Supersoft                          | Médio     | Médio       |
| Macio (C4)       |     | Slick (P Zero)     | Seco               | Soft                               | Médio     | Médio       |
| Médio (C3)       |     | Slick (P Zero)     | Seco               | Medium                             | Médio     | Médio       |
| Intermediário    |     | Sulcos (Cinturato) | Molhado            | Intermediate (água não estagnante) | —         | —           |
| Chuva            |     | Sulcos (Cinturato) | Molhado            | Wet (água estagnante)              | —         | —           |

| Escolhas de Pneus de cada piloto para o GP de Abu Dhabi: | Escolhas de Pneus de cada piloto para o GP de Abu Dhabi: | Escolhas de Pneus de cada piloto para o GP de Abu Dhabi: | Escolhas de Pneus de cada piloto para o GP de Abu Dhabi: | Escolhas de Pneus de cada piloto para o GP de Abu Dhabi: | Escolhas de Pneus de cada piloto para o GP de Abu Dhabi: |
| -------------------------------------------------------- | -------------------------------------------------------- | -------------------------------------------------------- | -------------------------------------------------------- | -------------------------------------------------------- | -------------------------------------------------------- |
| Nº                                                       | Pilotos                                                  | Equipe(s)                                                | Medio                                                    | Macio                                                    | Super Macio                                              |
| 44                                                       | Lewis Hamilton                                           | Mercedes                                                 |                                                          |                                                          |                                                          |
| 77                                                       | Valtteri Bottas                                          | Mercedes                                                 |                                                          |                                                          |                                                          |
| 5                                                        | Sebastian Vettel                                         | Ferrari                                                  |                                                          |                                                          |                                                          |
| 16                                                       | Charles Leclerc                                          | Ferrari                                                  |                                                          |                                                          |                                                          |
| 23                                                       | Alexander Albon                                          | Red Bull-Honda                                           |                                                          |                                                          |                                                          |
| 33                                                       | Max Verstappen                                           | Red Bull-Honda                                           |                                                          |                                                          |                                                          |
| 3                                                        | Daniel Ricciardo                                         | Renault                                                  |                                                          |                                                          |                                                          |
| 27                                                       | Nico Hülkenberg                                          | Renault                                                  |                                                          |                                                          |                                                          |
| 8                                                        | Romain Grosjean                                          | Haas-Ferrari                                             |                                                          |                                                          |                                                          |
| 20                                                       | Kevin Magnussen                                          | Haas-Ferrari                                             |                                                          |                                                          |                                                          |
| 55                                                       | Carlos Sainz Jr.                                         | McLaren-Renault                                          |                                                          |                                                          |                                                          |
| 4                                                        | Lando Norris                                             | McLaren-Renault                                          |                                                          |                                                          |                                                          |
| 11                                                       | Sergio Pérez                                             | Racing Point-Mercedes                                    |                                                          |                                                          |                                                          |
| 18                                                       | Lance Stroll                                             | Racing Point-Mercedes                                    |                                                          |                                                          |                                                          |
| 7                                                        | Kimi Raikkonen                                           | Alfa Romeo Racing-Ferrari                                |                                                          |                                                          |                                                          |
| 99                                                       | Antonio Giovinazzi                                       | Alfa Romeo Racing-Ferrari                                |                                                          |                                                          |                                                          |
| 10                                                       | Pierre Gasly                                             | Toro Rosso-Honda                                         |                                                          |                                                          |                                                          |
| 26                                                       | Daniil Kvyat                                             | Toro Rosso-Honda                                         |                                                          |                                                          |                                                          |
| 88                                                       | Robert Kubica                                            | Williams-Mercedes                                        |                                                          |                                                          |                                                          |
| 63                                                       | George Russell                                           | Williams-Mercedes                                        |                                                          |                                                          |                                                          |

## Resultados

### Treino Classificatório
| 1                        | 44 | Lewis Hamilton     | Mercedes                  | 1:35.851 | 1:35.634 | 1:34.779 | 1   |
| 2                        | 77 | Valtteri Bottas    | Mercedes                  | 1:36.200 | 1:35.674 | 1:34.973 | 201 |
| 3                        | 33 | Max Verstappen     | Red Bull-Honda            | 1:36.390 | 1:36.275 | 1:35.139 | 2   |
| 4                        | 16 | Charles Leclerc    | Ferrari                   | 1:36.478 | 1:35.543 | 1:35.219 | 3   |
| 5                        | 5  | Sebastian Vettel   | Ferrari                   | 1:36.963 | 1:35.786 | 1:35.339 | 4   |
| 6                        | 23 | Alexander Albon    | Red Bull-Honda            | 1:36.102 | 1:36.718 | 1:35.682 | 5   |
| 7                        | 4  | Lando Norris       | McLaren-Renault           | 1:37.545 | 1:36.764 | 1:36.436 | 6   |
| 8                        | 3  | Daniel Ricciardo   | Renault                   | 1:37.106 | 1:36.785 | 1:36.456 | 7   |
| 9                        | 55 | Carlos Sainz Jr.   | McLaren-Renault           | 1:37.358 | 1:36.308 | 1:36.459 | 8   |
| 10                       | 27 | Nico Hülkenberg    | Renault                   | 1:37.506 | 1:36.859 | 1:36.710 | 9   |
| 11                       | 11 | Sergio Pérez       | Racing Point-BWT Mercedes | 1:36.961 | 1:37.055 | —        | 10  |
| 12                       | 10 | Pierre Gasly       | Toro Rosso-Honda          | 1:37.198 | 1:37.089 | —        | 11  |
| 13                       | 18 | Lance Stroll       | Racing Point-BWT Mercedes | 1:37.528 | 1:37.103 | —        | 12  |
| 14                       | 26 | Daniil Kvyat       | Toro Rosso-Honda          | 1:37.683 | 1:37.141 | —        | 13  |
| 15                       | 20 | Kevin Magnussen    | Haas-Ferrari              | 1:37.710 | 1:37.254 | —        | 14  |
| 16                       | 8  | Romain Grosjean    | Haas-Ferrari              | 1:38.051 | —        | —        | 15  |
| 17                       | 99 | Antonio Giovinazzi | Alfa Romeo-Ferrari        | 1:38.114 | —        | —        | 16  |
| 18                       | 7  | Kimi Räikkönen     | Alfa Romeo-Ferrari        | 1:38.383 | —        | —        | 17  |
| 19                       | 63 | George Russell     | Williams-Mercedes         | 1:38.717 | —        | —        | 18  |
| 20                       | 88 | Robert Kubica      | Williams-Mercedes         | 1:39.236 | —        | —        | 19  |
| Tempo dos 107%: 1:42.560 |    |                    |                           |          |          |          |     |
| Fonte:                   |    |                    |                           |          |          |          |     |

Notas
- ↑1  – Valtteri Bottas (Mercedes) punido a largar no final do grid por conta da troca de elementos da unidade de potência.[4]

### Corrida

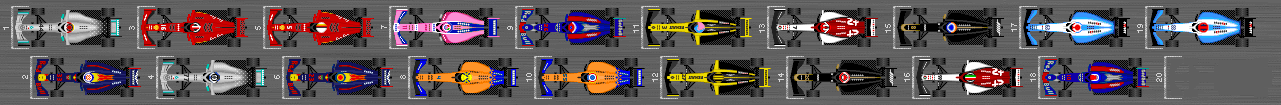
Resultado da corrida

| 1                                                                  | 44 | Lewis Hamilton     | Mercedes                  | 55 | 1:34:05.715 | 1  | 25 |
| 2                                                                  | 33 | Max Verstappen     | Red Bull-Honda            | 55 | +16.772s    | 2  | 18 |
| 3                                                                  | 16 | Charles Leclerc    | Ferrari                   | 55 | +43.435s    | 3  | 15 |
| 4                                                                  | 77 | Valtteri Bottas    | Mercedes                  | 55 | +44.379s    | 20 | 12 |
| 5                                                                  | 5  | Sebastian Vettel   | Ferrari                   | 55 | +1:04.357s  | 4  | 10 |
| 6                                                                  | 23 | Alexander Albon    | Red Bull-Honda            | 55 | +1:09.205s  | 5  | 8  |
| 7                                                                  | 11 | Sergio Pérez       | Racing Point-BWT Mercedes | 54 | +1 volta    | 10 | 6  |
| 8                                                                  | 4  | Lando Norris       | McLaren-Renault           | 54 | +1 volta    | 6  | 4  |
| 9                                                                  | 26 | Daniil Kvyat       | Toro Rosso-Honda          | 54 | +1 volta    | 13 | 2  |
| 10                                                                 | 55 | Carlos Sainz Jr.   | McLaren-Renault           | 54 | +1 volta    | 8  | 1  |
| 11                                                                 | 3  | Daniel Ricciardo   | Renault                   | 54 | +1 volta    | 7  |    |
| 12                                                                 | 27 | Nico Hülkenberg    | Renault                   | 54 | +1 volta    | 9  |    |
| 13                                                                 | 7  | Kimi Räikkönen     | Alfa Romeo-Ferrari        | 54 | +1 volta    | 17 |    |
| 14                                                                 | 20 | Kevin Magnussen    | Haas-Ferrari              | 54 | +1 volta    | 14 |    |
| 15                                                                 | 8  | Romain Grosjean    | Haas-Ferrari              | 54 | +1 volta    | 15 |    |
| 16                                                                 | 99 | Antonio Giovinazzi | Alfa Romeo-Ferrari        | 54 | +1 volta    | 16 |    |
| 17                                                                 | 63 | George Russell     | Williams-Mercedes         | 54 | +1 volta    | 18 |    |
| 18                                                                 | 10 | Pierre Gasly       | Toro Rosso-Honda          | 53 | +2 voltas   | 11 |    |
| 19                                                                 | 88 | Robert Kubica      | Williams-Mercedes         | 53 | +2 voltas   | 19 |    |
| Ret                                                                | 18 | Lance Stroll       | Racing Point-BWT Mercedes | 45 | Acidente    | 12 |    |
| Volta mais rápida: Lewis Hamilton (Mercedes) – 1:39.283 (volta 53) |    |                    |                           |    |             |    |    |
| Fonte:                                                             |    |                    |                           |    |             |    |    |

## Curiosidades
- Última corrida de Robert Kubica na Fórmula 1.
- Última corrida de Nico Hulkenberg na Fórmula 1 até retorna no Grande Prêmio da Grã-Bretanha de 2020 para substituir Sergio Pérez que foi diagnosticado com Covid-19.[6]
- A Diretora de Vendas e Marketing da Mercedes, Britta Seeger é a sétima mulher a receber troféu no pódio na história da Fórmula 1.
- Nesta corrida, Lewis Hamilton conquistou seu 6° Grand Chelem na carreira, estabelecendo-se como o 2° piloto com o maior número desta marca na Fórmula 1, ficando apenas a duas marcas do recordista Jim Clark.

## Voltas na Liderança
| Nº de Voltas | Piloto         | Voltas |
| ------------ | -------------- | ------ |
| 55           | Lewis Hamilton | 1-55   |

## 2019DHLFastest Pit Stop Award

### Resultado
| 1      | 33 | Max Verstappen   | Red Bull Racing     | 2.06 | 25 |
| 2      | 77 | Valtteri Bottas  | Mercedes            | 2.11 | 18 |
| 3      | 55 | Carlos Sainz Jr. | McLaren             | 2.37 | 15 |
| 4      | 88 | Robert Kubica    | Williams            | 2.39 | 12 |
| 5      | 16 | Charles Leclerc  | Ferrari             | 2.45 | 10 |
| 6      | 20 | Kevin Magnussen  | Haas                | 2.50 | 8  |
| 7      | 8  | Romain Grosjean  | Haas                | 2.59 | 6  |
| 8      | 26 | Daniil Kvyat     | Scuderia Toro Rosso | 2.65 | 4  |
| 9      | 27 | Nico Hülkenberg  | Renault             | 2.68 | 2  |
| 10     | 18 | Lance Stroll     | Racing Point        | 2.68 | 1  |
| Fonte: |    |                  |                     |      |    |

### Classificação
| Tabela do DHL Fastest Pit Stop Award \| Pos \| Construtor \| Pontos \| \| --- \| ------------------------- \| ------ \| \| 1 \| Red Bull Racing-Honda \| 504 \| \| 2 \| Williams-Mercedes \| 439 \| \| 3 \| Ferrari \| 315 \| \| 4 \| Mercedes \| 273 \| \| 5 \| McLaren-Renault \| 217 \| \| 6 \| Scuderia Toro Rosso-Honda \| 121 \| \| 7 \| Renault \| 106 \| \| 8 \| Haas-Ferrari \| 61 \| \| 9 \| Alfa Romeo Racing-Ferrari \| 49 \| \| 10 \| Racing Point-BWT Mercedes \| 36 \| |                           |        |
| Pos | Construtor                | Pontos |
| 1 | Red Bull Racing-Honda     | 504    |
| 2 | Williams-Mercedes         | 439    |
| 3 | Ferrari                   | 315    |
| 4 | Mercedes                  | 273    |
| 5 | McLaren-Renault           | 217    |
| 6 | Scuderia Toro Rosso-Honda | 121    |
| 7 | Renault                   | 106    |
| 8 | Haas-Ferrari              | 61     |
| 9 | Alfa Romeo Racing-Ferrari | 49     |
| 10 | Racing Point-BWT Mercedes | 36     |

## Tabela do campeonato após a corrida
Somente as cinco primeiras posições estão incluídas nas tabelas.
| Pos | Piloto           | Pontos | Var |
| --- | ---------------- | ------ | --- |
| 1   | Lewis Hamilton   | 413    | 0   |
| 2   | Valtteri Bottas  | 326    | 0   |
| 3   | Max Verstappen   | 278    | 0   |
| 4   | Charles Leclerc  | 264    | 0   |
| 5   | Sebastian Vettel | 240    | 0   |

| Pos | Construtor         | Pontos | Var     |
| --- | ------------------ | ------ | ------- |
| 1   | Mercedes           | 739    | Estável |
| 2   | Ferrari            | 504    | Estável |
| 3   | Red Bull-TAG Heuer | 417    | Estável |
| 4   | McLaren-Renault    | 137    | Estável |
| 5   | Renault            | 92     | Estável |